# Kenta Fukumori
Kenta Fukumori (jap. 福森 健太, Fukumori Kenta; * 4. Juli 1994 in Tokio, Präfektur Tokio) ist ein japanischer Fußballspieler.

## Karriere
Kenta Fukumori erlernte das Fußballspielen in den Jugendmannschaften vom Seishin Daisan SC und FC Tokyo sowie der Schulmannschaft des National Institute of Fitness and Sports Kanoya. Von der Schulmannschaft wurde er von Juli 2016 bis Januar 2017 an Giravanz Kitakyūshū ausgeliehen. Der Verein aus Kitakyūshū, einer Großstadt in der Präfektur Fukuoka auf der Insel Kyūshū, spielte in der zweithöchsten Liga des Landes, der J2 League. Ende 2016 stieg der Verein in die dritte Liga ab. Nach Ende der Ausleihe wurde er von Giravanz Kitakyūshū fest verpflichtet. 2019 wurde er mit dem Klub Meister der dritten Liga und stieg in die zweite Liga auf. Im Januar 2021 wechselte er ablösefrei zum Erstligisten Ōita Trinita nach Ōita. Am 1. August 2021 lieh ihn sein ehemaliger Verein, der Zweitligist Giravanz Kitakyūshū aus. Am Ende der Saison 2021 stieg er mit dem Verein als Tabellenvorletzter in die dritte Liga ab. Im Anschluss wechselte er ebenfalls auf Leihbasis zwei Spielzeiten zum Zweitligisten Tochigi SC. Für den Klub aus Utsunomiya bestritt er 68 Zweitligaspiele. Nach der Ausleihe wurde Fukkumori am 1. Februar 2024 fest unter Vertrag genommen. Am Ende der Saison 2024 belegte er mit Tochigi den 18. Tabellenplatz und musste somit in die dritte Liga absteigen.

## Erfolge
Giravanz Kitakyūshū
- Japanischer Drittligameister: 2019  ▲